# ويلسون غينز ريتشاردسون
ويلسون غينز ريتشاردسون (بالإنجليزية: Wilson Gaines Richardson)‏ هو باحث في تاريخ العصور الكلاسيكية أمريكي، ولد في 9 ديسمبر 1825 في مايسفيل في الولايات المتحدة، وتوفي في 5 يوليو 1886.